# Chironomus obscuripes
Chironomus obscuripes är en tvåvingeart som beskrevs av Holmgren 1869. Chironomus obscuripes ingår i släktet Chironomus och familjen fjädermyggor.
Artens utbredningsområde är Norge. Inga underarter finns listade i Catalogue of Life.